# Panicum cordovense
Panicum cordovense är en gräsart som beskrevs av Eugène Pierre Nicolas Fournier. Panicum cordovense ingår i släktet vipphirser, och familjen gräs. Inga underarter finns listade i Catalogue of Life.